# Anthelme-François Lagrenée
Anthelme-François Lagrenée, né le 14 décembre 1774 et mort le 27 avril 1832, est un peintre français, fils de Lagrenée aîné. 

## Biographie
Il étudie dans l’atelier de Vincent, doit renoncer quelque temps aux beaux-arts pour satisfaire à la réquisition militaire en 1793, et, comme son père et son oncle, visite la Russie, où il jouit de la faveur de l’empereur Alexandre. Il peint pour ce prince plusieurs portraits, ainsi que des tableaux historiques ; à son retour en France, il ne s’occupe plus guère que de camées et de miniatures. 
Son tableau le plus connu représente Œdipe rencontrant Laïus dans le sentier funeste (1819).

## Dessins

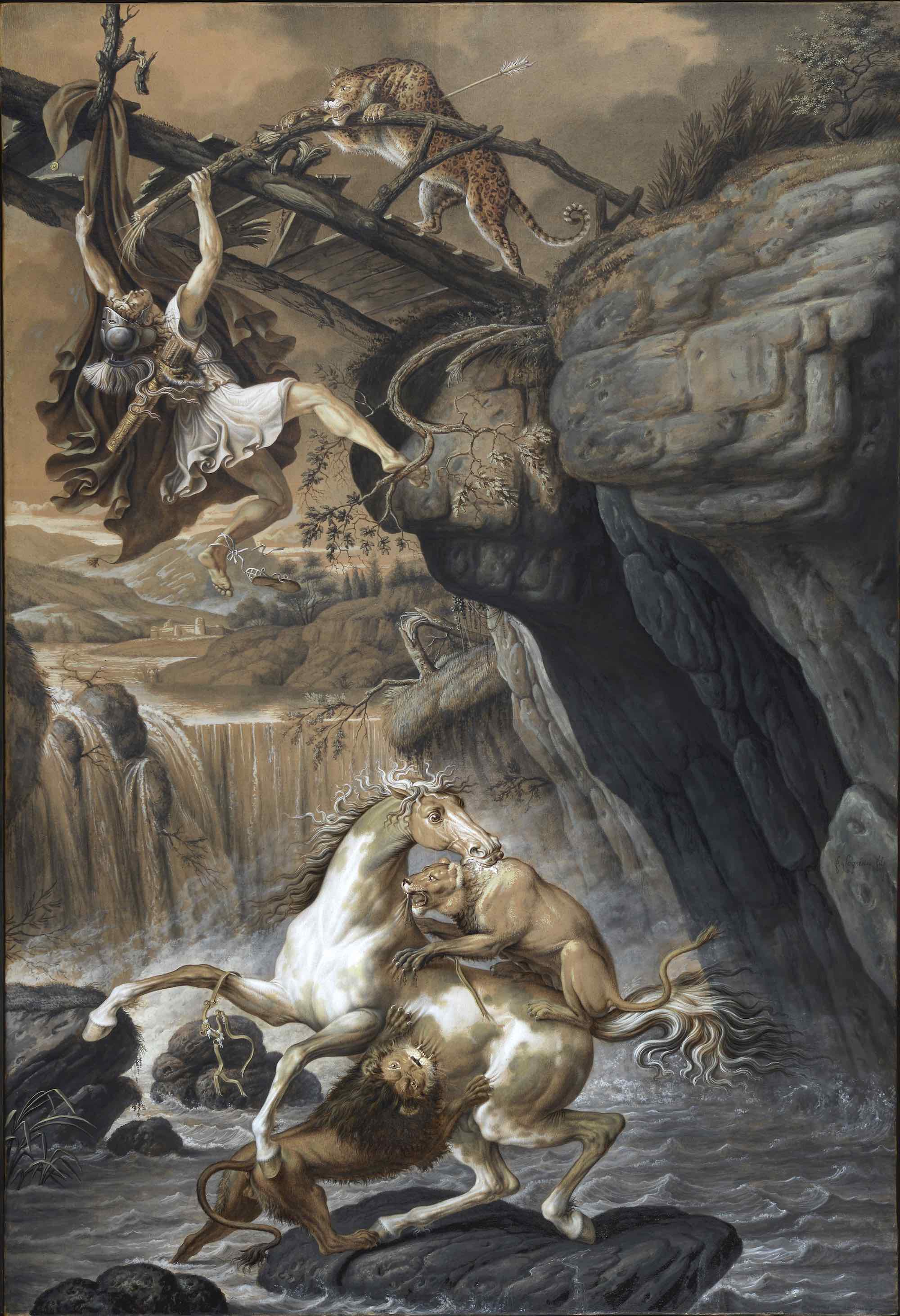
Un guerrier grec, poursuivi par un tigre, s’accroche à un pont tandis que son cheval est attaqué par deux lions, 1800.

- Homme assis appuyé sur le bras droit, pierre noire, estompe et rehauts de craie sur papier beige, H. 0,478 ; L. 0,593 m[1]. Paris, Beaux-Arts de Paris[2]. Deux académies de Lagrenée sont conservées aux Beaux-Arts de Paris. Celle-ci est la plus ancienne, elle fut exécutée en février 1789 et lui valut une troisième médaille de quartier. La silhouette occupe tout l'espace de la feuille, elle est tournée vers la lumière et se détache avec énergie sur le fond largement ombré. La musculature du modèle est dessinée avec une étonnante précision qui donne à l'ensemble une certaine force.
- Un guerrier grec, poursuivi par un tigre, s’accroche à un pont tandis que son cheval est attaqué par deux lions, 1800.

## Source
« Anthelme-François Lagrenée », dans Pierre Larousse, Grand dictionnaire universel du XIXe siècle, Paris, Administration du grand dictionnaire universel, 15 vol., 1863-1890 [détail des éditions].